# Henry Justin Allen
Henry Justin Allen (Warren County, 11 settembre 1868 – Wichita, 17 gennaio 1950) è stato un politico statunitense che ha prestato servizio come 21º Governatore del Kansas (1919-1923) e Senatore degli Stati Uniti dal Kansas (1929-1930).

## Biografia

### Primi anni e formazione
Allen nacque nella Contea di Warren, in Pennsylvania, da John e Rebecca Elizabeth (Goodwin) Allen. Nel 1870 la sua famiglia si trasferì in Kansas, dove si stabilì nella Contea di Clay.
Prima di diventare attivo in politica, Allen acquisì la proprietà di giornali in tutto il Kansas, a partire dal 1894 con il Manhattan Nationalist a Manhattan, Kansas. Possedeva il Topeka State Journal con Arthur J. Carruth Jr. e William P. Snyder. Generalmente lungimirante nella sua prospettiva, assunse Frank Lloyd Wright per progettare la sua casa a Wichita, Kansas. La casa di Allen è l'unica residenza progettata da Wright in Kansas.

### Carriera politica
Allen andò in Francia con William Allen White per ispezionare le strutture fornite ai soldati del Kansas dell'American Expeditionary Force durante la prima guerra mondiale quando il suo partito lo nominò alla carica di governatore. Durante la campagna del 1918 Allen non spese mai soldi propri e apprese della sua nomina da un giornale parigino. Prestò servizio dal 1919 al 1923.
Di fronte a uno sciopero dei giacimenti di carbone nel 1920, Allen fece approvare dal legislatore un piano per vietare gli scioperi e rinviare le controversie di lavoro a un tribunale del lavoro. Il piano del tribunale attirò l'interesse a livello nazionale; Allen discusse della questione con il presidente della Federazione Americana del Lavoro Samuel Gompers alla Carnegie Hall di New York il 28 maggio 1920. Quando l'editore William Allen White si oppose alla corte, Allen lo fece arrestare. White vinse il Premio Pulitzer per il miglior editoriale nel 1923 per il suo editoriale "To an Anxious Friend" ("Ad un amico ansioso"), pubblicato il 27 luglio 1922, in opposizione alla legge.
Dopo aver lasciato il governatorato, Allen è stato commissario speciale degli Stati Uniti per i Soccorsi nel Vicino Oriente in Armenia, Turchia, Grecia e Russia meridionale. Nel 1928 fu direttore della pubblicità per il Comitato Nazionale Repubblicano.

### Nomina a senatore
Nell'aprile 1929 fu nominato al Senato degli Stati Uniti per coprire il posto vacante causato dalle dimissioni di Charles Curtis per diventare Vice Presidente. Allen prestò servizio dal 1 aprile 1929 al 30 novembre 1930. Corse senza successo per il resto del mandato di Curtis e fu sconfitto per poco da George McGill.

### Morte
Allen morì nel 1950 a seguito di una trombosi cerebrale a Wichita, Kansas. È sepolto nel cimitero di Maple Grove a Wichita. Allen è stato inserito dopo la sua morte nella Kansas Newspaper Hall of Fame due anni dopo.